# Gora Majak
Gora Majak (ryska: Гора Маяк) är en kulle i Belarus. Den ligger i voblasten Minsks voblast, i den centrala delen av landet, 30 km nordväst om huvudstaden Minsk. Toppen på Gora Majak är 340 meter över havet.
Terrängen runt Gora Majak är huvudsakligen platt. Gora Majak är den högsta punkten i trakten. Närmaste större samhälle är Zaslaŭje, 8,9 km öster om Gora Majak.
I omgivningarna runt Gora Majak växer i huvudsak blandskog. Runt Gora Majak är det ganska tätbefolkat, med 120 invånare per kvadratkilometer.